# Nanto, Veneto
Nanto är en ort och kommun i provinsen Vicenza i regionen Veneto i Italien. Kommunen hade 3 108 invånare (2018).